# 510
- Wikisource

| Calendário gregoriano                                                        | 510 DX                          |
| Ab urbe condita                                                              | 1263                            |
| Calendário arménio                                                           | -42 – -41                       |
| Calendário bahá'í                                                            | -1334 – -1333                   |
| Calendário budista                                                           | 1054                            |
| Calendário chinês                                                            | 3206 – 3207                     |
| Calendário copta                                                             | 226 – 227                       |
| Calendário etíope                                                            | 502 – 503                       |
| Calendários hindus - Vikram Samvat - Calendário nacional indiano - Cáli Iuga | 565 – 566 431 – 432 3610 – 3611 |
| Calendário Holoceno                                                          | 10510                           |
| Calendário islâmico                                                          | 116 BH – 114 BH                 |
| Calendário judaico                                                           | 4270 – 4271                     |
| Calendário persa                                                             | 112 BP – 111 BP                 |
| Calendário rúnico                                                            | 760                             |
| Calendário solar tailandês                                                   | 1053                            |

510 (DX, na numeração romana) foi um ano comum do século VI que começou numa sexta-feira, segundo o calendário juliano.  Segundo o horóscopo chinês, foi o ano do Tigre.
| Ano completo                        |
| ----------------------------------- |
| Ano comum com início à quarta-feira |

## Eventos
- Os ostrogodos tomam Provença.